# Ляху, Виктор Степанович
Виктор Степанович Ляху (род. 17 ноября 1959 г.) — российский филолог, литературный редактор, библеист, кандидат филологических наук, магистр богословия, старший научный сотрудник Института перевода Библии им. М. П. Кулакова, специалист в области творчества Ф. М. Достоевского, член Российского общества Ф. М. Достоевского, член Международного Общества Ф. М. Достоевского (International Dostoevsky Society (IDS).

## Биография
Родился в Молдове (г. Котовск) в 1959 г. По окончании школы и службы в армии, в 1981 г. переезжает в Россию, в г. Тулу, поступает в полуподпольную духовную семинарию, возглавляемую Н. Н. Либенко и М. П. Кулаковым.
- В 1986 году участвует в конкурсе на вакантное место преподавателя в Заокской духовной семинарии. Его работа «Библия как художественное произведение», представленное на конкурс, получила положительные рецензии преподавателей Ф. Ф. Буш и М. П. Кулакова. Принят на работу в семинарию в качестве преподавателя в 1987 г.
- В 1990 окончил филологический факультет Тверского государственного университета (ТГУ).
- В 1991—2003 преподает литературу (русскую и зарубежную), методику научного исследования, историю искусства и философию в Заокской духовной академии. На протяжении 10 лет руководил студенческим, религиозно-философским обществом «Summa Summarum».
- В 1994 защитил Master of Arts в Andrews University (Michigan).
- В 1998 поступил в аспирантуру ИМЛИ им. А. М. Горького РАН.
- В 2005 году принят на работу в качестве стилистического редактора в Институт перевода Библии в Заокском (Тульская обл.)
- В 2008 защитил кандидатскую диссертацию в ИМЛИ РАН[7].
- В 2010 году принят на работу в качестве преподавателя в ЗХГЭИ, доцент кафедры лингвистики и гуманитарно-социальных дисциплин.
- С 2005—2020 работает старшим научным сотрудником Института перевода Библии им. М. П. Кулакова[8].

## Научная и просветительская деятельность
Сфера научных интересов Виктора Ляху — достоевистика, история русской литературы XIX-XX вв., библейская литература, перевод Священного Писания на современный язык, культурология, протестантская литургика.
Автор монографии «Люциферов бунт Ивана Карамазова: судьба героя в зеркале библейских аллюзий», а также пособия для студентов "Симфония идей и образов. На материале русской и зарубежной классики и духовной литературы".
Участник международных чтений «Достоевский и мировая культура» (Санкт-Петербург), Старорусских чтений «Достоевский и современность». Важное место в его деятельности занимают выступления с лекциями и семинарами о творчестве Ф. М. Достоевского в России и за рубежом. На протяжении последних двух десятилетий проводил встречи «Вечера Достоевского» во многих городах и столицах бывшего Советского Союза: в Москве, в Кишиневе (Молдова), Бендерах (Приднестровье), Баку (Азербайджан, в «Славянском центре»), в Оше (Киргизия), в Белеве (Тул. обл.) и других городах России.
В. С. Ляху является организатором «Заокских чтений» в Заокской духовной академии с конца 90-х — начала 2000 гг., а с 2010 г. по настоящее время отвечает за организацию международных конференций, посвященных библейскому переводу. Участник научно-богословских конференций в Москве, Санкт-Петербурге, Киеве, Одессе, Донецке, Заокске, Яссах, Клуж-Напоке (Румыния), Вашингтоне, Портленде (США). Сопредседатель оргкомитета Первой международной научно-богословской конференции «Духовность в христианской традиции», 25-26 октября 2005 года (Нижнем Новгороде). Вместе с сотрудником «Института перевода Библии им. М. П. Кулакова» Иваном Лобановым является ответственным редактором целого ряда сборников научных трудов, издаваемых по ходу состоявшихся конференций.

## Некоторые публикации
- Ляху В. С. О влиянии поэтики Библии на поэтику Ф. М. Достоевского // Вопросы литературы. — 1998. — Вып. 4.
- Ляху В. С. Лобанов И. В. "Старый новый «Достоевский» перед лицом XXI века. (О книге Л. И. Сараскиной «Достоевский» в серии «ЖЗЛ»)
- Ляху В. С. Литературоцентричность русской культуры и библейская аксиология // Родная словесность в современном культурном и образовательном пространстве. Сборник научных трудов. Том. Выпуск 7 (13). Тверь, 2017. — С.24-30
- Ляху В. С. «Книга Иова» как прецедентный текст «Братьев Карамазовых» (из наблюдений над поэтикой диалогического слова) // Роман Ф. М. Достоевского «Братья Карамазовы»: современное состояние изучения. — М., Наука, 2007. [сборник статей]
- Ляху В. С. А стоит ли слезинка ребёнка вселенской гармонии? (Об одном софизме Ивана Карамазова) // Три века русской литературы. Актуальные аспекты изучения : межвуз. сб. науч. тр. Вып. 5 / отв. ред. Ю. И. Минералов, О. Ю. Юрьева. — М. ; Иркутск : [б. и.], 2004 (Изд-во Иркутского государственного педагогического университета). — С .165-173
- Ляху В. С. «Книга Иова» как прецедентный текст «Братьев Карамазовых» (из наблюдений над поэтикой диалогического слова) // Роман Ф. М. Достоевского «Братья Карамазовы»: современное состояние изучения. — М., Наука, 2007.
- Ляху В. С. К вопросу о взаимодействии теологии богослужения и теологии культуры в литургическом опыте неопротестантизма // Богословие и богословское образование в современном обществе. Материалы конференций Богословского общества Евразии. Одесса. 2002.
- Ляху В. С. «К вопросу о протестантском богослужении: дискурс Слова или литургия Духа», в Заокские чтения, т. 1 (Протестантское богослужение: проблемы и перспективы, Заокский: Заокская духовная академия, 2002)
- Ляху В. С. Неопротестантизм на Северо-Западе России: кризис миссиологического и скриптурального сознания // Религиозная ситуация на Северо-Западе России и в странах Балтии. СПб., 2005. Вып. 2. С. 138—145.
- Ляху В. С. Опыт самоопределения неопротестантизма в России: Триумф или трагедия? // Будущее религии: из настоящего в грядущее. Сб. ст. по итогам круглого стола в НГПУ им. Козьмы Минина. — Н. Новгород: НГПУ, Нижегородское религиоведческое общество, 2008. — С.146-159
- Ляху, Виктор. «Богослужение как созерцание и уединенная молитва». В Церковь вчера, сегодня и завтра, 55-66. Черкассы: Коллоквиум, 2014
- Ляху В. С. «Новаторство vs традиционализм: „Заокская Библия“ между Сциллой и Харибдой „допушкинского языка“ Синодального перевода и стилем современного русского языка». Заокский, 2016.

## Критика
Владимир Захаров, президент Международного Общества Ф. М. Достоевского, так отреагировал на появление книги В. Ляху: «…В представленной книге предпринята попытка дать новую концепцию одного из признанных героев мировой литературы, Ивана Карамазова: в библейском контексте герой предстает как Люцифер или, в уточняющем развитии этой метафоры, как Люцифер Нового времени, люциферианец XIX века, потомок Люцифера. Собственно, в этом заключается актуальность и научная новизна исследования. Скажу сразу: ключевой тезис «Иван – Люцифер» я сначала воспринял скептически. Кем только ни называли Ивана Карамазова: Фаустом (С. Н. Булгаков), Гамлетом (В. И. Этов), Иовом (Н. Ефимова и Г. С. Померанц), Доном Кихотом (К. А. Степанян) и др… Некоторые суждения Виктора Степановича я бы оспорил. Я иначе, чем он, понимаю поэму Ивана Карамазова «Великий инквизитор», не вижу «тяжбы» героя с Христом. Мудро по другому, но подобному поводу сказала мать Подростку, «как ребенку»: «Христос, Аркаша, всё простит: и хулу твою простит, и хуже твоего простит. Христос – отец, Христос не нуждается и сиять будет даже в самой глубокой тьме…» Так и поэма Ивана, на взгляд брата Алеши, «есть хвала Иисусу, а не хула… как ты хотел того».
Впрочем, в обстоятельном споре с исследователем нет особой необходимости. Спор о последнем романе и его героях длится меж исследователями уже второе столетие, и не нами закончится. Бесспорные книги, как правило, не интересны читателю. Главное: суждения Виктора Степановича аргументированы, и это безусловное достоинство исследования».
Не менее критично откликнулась на второе издание «Люциферова бунта…» (2019 г.) заведующая кафедрой русской и зарубежной филологии Владимирского государственного университета С.А. Мартьянова, которая не согласна с одной из ключевых идей книги, точнее, параграфом «Римская идея: апокалиптика Ивана или Достоевского?», в которой Великий инквизитор, герой романа «Братья Карамазовы», отождествляется исследователем с католическим первосвященником (Папой Римским), по сути, с Антихристом, и, якобы, такова концепция Достоевского:
«…Нельзя умолчать и о спорном моменте книги, вызывающем у меня, как читателя, несогласие. Я имею в виду эсхатологические фрагменты текста, где автор, пытаясь интерпретировать поэму Ивана Карамазова, прибегает к довольно жесткой критике «римской идеи» и связанного с ней, как кажется автору книги, католичества. Приведение многозначного художественного смысла к «католическому» или даже «римскому» знаменателю – не превращает ли одну культуру или одну конфессию в своего рода козла отпущения? Полагаю, что превращение такого рода было глубоко чуждо автору «Карамазовых», книги, на страницах которой звучат слова «каждый единый из нас виновен за всех и за вся на земле», а вместе с тем ощущается подлинная тоска по христианскому единству. Вместе с тем само появление открытых, острых и спорных вопросов свидетельствует о том, что у книги есть хорошая перспектива, и очень хотелось бы надеяться, что работа будет продолжена. Возможно, сами предметы несогласия для читателя станут хорошим поводом для дальнейшего осмысления и развития тем, поставленных В. Ляху».